# 馮廷丞
馮廷丞（1728年—1784年），字均弼，号康斋，山西代州人，清朝官員。
馮光裕孙。乾隆十七年（1752年）壬申科举人。由從二品廕生引見內用。历光祿寺大官署正、大理寺左寺丞、刑部廣西司員外郎，升本部郎中。乾隆三十七年（1772年）外放浙江寧紹台道，乾隆四十年（1775年）任福建分巡台灣兵備道。次年升江西按察使。不久因“字贯案”革職，交刑部治罪，革職發軍臺效力。随即捐贖，發往江南以同知委用，委署江蘇常州府、徐州府知府，乾隆四十五年（1780年）再捐道员，委署江蘇蘇松糧道。乾隆四十六年（1781年）实授江蘇淮安府知府。乾隆四十七年（1782年）升江蘇蘇松太道。官至湖北按察使。工詩，有《敬學堂詩鈔》。